# Угорська футбольна федерація
Угорська футбольна федерація (угор. Magyar Labdarúgó Szövetség) — організація, що здійснює контроль і управління футболом в Угорщині. Розташовується в Будапешті. Заснована 1901 року. Член ФІФА з 1907 року, УЄФА — 1954.